# Silver lining
『silver lining』（シルバー・ライニング）は、LAMP IN TERRENのメジャー1枚目のアルバム(通算2枚目のミニアルバム)。2015年1月14日にA-Sketchから発売された。

## 解説
前作『PORTAL HEART』より7ヶ月ぶりのミニアルバムで、メジャーデビュー・アルバム。
アルバムタイトルは英語のことわざ“Every cloud has a silver lining”から引用されたもので、“希望の光”を意味している。
2013年12月に行われたMASH A&Rのオーディションイベント「MASH FIGHT! Vol.2」でグランプリを受賞した楽曲「緑閃光」など全7曲が収録されている。

## 収録曲
全楽曲作詞・作曲∶松本大
1. L-R [4:01]
2. send me [3:52]
3. クライベイベ [5:12]
4. リメンバー [4:56]
5. 緑閃光 [6:16]
  - テレビ東京系『JAPAN COUNTDOWN』12月オープニングテーマ
6. ゴールド・ルーズ [3:32]
7. balloon [4:41]